# Nocelleto (Carinola)
Nocelleto è una frazione del comune di Carinola, in provincia di Caserta. Costituisce la frazione più estesa e popolata del comune di Carinola.

## Storia
Le sue origini sono abbastanza incerte: sorge, probabilmente, sull'antico sito occupato da Urbana, importante insediamento romano, forse una colonia, ed ha uno sviluppo molto travagliato. Infatti, decaduta Urbana, la zona viene segnalata per l'insalubrità e l'insicurezza del sito: acquitrini ed incursioni saracene delineano l'immagine di un paesaggio desolato, così il luogo viene progressivamente abbandonato dai suoi abitanti, che si trasferiscono in zone più salubri e sicure; restano solamente pochi servi della gleba e contadini che tendono a fortificarsi in masserie (case coloniche). Inizia così una nuova fase caratterizzata dall'aggrupparsi, in zone omogenee, di più masserie; si configura una nuova tipologia urbanistica-edilizia: quella della masseria-villaggio. In seguito il territorio viene suddiviso in vere e proprie parrocchie. Alla fine del Quattrocento, due tra le maggiori comunità, San Pietro e Nocelleto, si fondono tra di loro, dando il via ad un nuovo nucleo abitativo, al centro del quale viene eretta una chiesa dedicata a san Sisto II, papa e martire. Lo sviluppo urbanistico e demografico ha quindi inizio con la fine della seconda guerra mondiale. Subito dopo sono state effettuate diverse opere di bonificazione per la presenza di vaste distese paludose e acquitrinose.

## Monumenti
A Nocelleto, oltre la chiesa dell'Annunziata vi è la chiesa di San Sisto che ospita diverse pale, oltre ad un affresco e tre archi catalani.